# Птушка (Краснопольский район)
Птушка (укр. Птушка) — село,
Мезеновский сельский совет,
Краснопольский район,
Сумская область,
Украина.
Село ликвидировано в 1988 году .

## Географическое положение
Село Птушка находится на одном из истоков реки Пожня.
На расстоянии в 1,5 км расположено село Новоалександровка.

## История
- 1988 — село ликвидировано [1].